# Social Democratic Party (Vereinigte Staaten)
Die Sozialdemokratische Partei (Social Democratic Party, SDP) wurde im Juni 1898 aufgrund von Streitigkeiten im Anschluss an die "Erste Nationalversammlung der Sozialen Demokratie in Amerika" (The Social Democracy in America, SDA) gegründet. Die "Soziale Demokratie in Amerika" hatte ihre Mitglieder wiederum aus dem Umfeld des Pullman-Streiks rekrutiert und galt als soziale, weniger als politische Bewegung.
Die Sozialdemokratische Partei stellte zu der Präsidentschaftswahl von 1900 mit Eugene V. Debs einen eigenen Kandidaten und erreicht mit 90.000 Stimmen fast doppelt so viele Wählerstimmen wie die etablierte Socialist Labor Party of America.
1901 wurde die SDP mit verschiedenen unabhängigen sozialistischen Parteien zur Sozialistischen Partei Amerikas vereinigt.